# パウル・クリムシュ

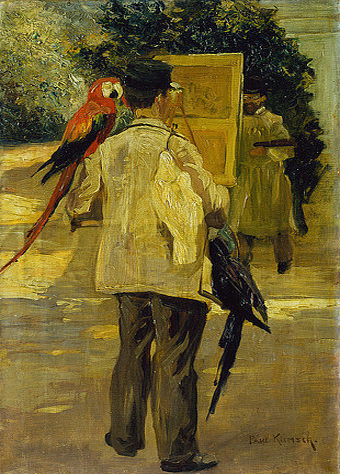
クリムシュ作、「オームの飼育係」

パウル・クリムシュ（Hans Paul Klimsch、1868年6月15日 - 1917年6月4日）はドイツの画家、イラストレーター。ドイツの印象派のスタイル画家の一人である。

## 略歴
フランクフルト・アム・マインに生まれた。クリムシュ家は現在のチェコのチェスカー・リーパ生まれの版画家の祖父、フェルディナント・クリムシュ(Ferdinand Karl Klimsch ; 1812- 1890 )がフランクフルトに移ってきて、印刷業、出版業の会社、「 Klimsch & Co」を設立し、成功した家系で、父親はフランクフルトの美術学校(Städelschule)で絵を教えていた。弟に彫刻家のフリッツ・クリムシュ（Fritz Klimsch: 1870-1960)がいて、兄のカール・クリムシュ(Karl Klimsch:　1867-1936)も画家になった。
1886年にカールスルーエに移り、カールスルーエの美術学校(Staatlichen Akademie der Bildenden Künste)でエルンスト・シュルト(Ernst Schurth: 1848-1910)やヘルマン・バイシュ(Hermann Baisch: 1846-1894)に学んだ。1889年から学生仲間のアルベルト・ハウアイゼン(Albert Haueisen: 1872-1954)とカール・ホフ(Carl Hoff: 1866- 1904)と共同生活をした。1891年に卒業すると翌年ミュンヘンに移り、1909年までルネ・ライネッケ(René Reinicke: 1860–1926) に学んだ。
フランクフルトのに住み、しばしばベルリンにも滞在し、マックス・リーバーマン(1847-1935)やハインリッヒ・ツィレ(1858-1929)といった、1899年に結成された「ベルリン分離派」で指導的な役割を果たす画家たちと交流した 。
マックス・スレーフォークトとともに、フランクフルト動物園で動物を描き、動物園は画家たちのために公園内に画家たちのためのスタジオを設置し 、ブルーノ・シェーファー(Bruno Schäfer)やカール・ヴァグナー(Carl Wagner)、ゲルトルート・ヴィンター（Gertrud Winter)らと動物を描いた。
あまりハンブルクを離れて作品を描くことは無かったが、フランクフルトの貴族パウル・フォン・ガンス(Paul von Gans)の一族が保有するボーデン湖畔の城を訪れて、数点の風景画を描いたことがある。
1906年にはドイツ芸術家協会(Deutscher Künstlerbund)の会員になり 、1909年からベルリン分離派の展覧会に出展した。フランクフルト・クロンクベルク・芸術家協会(Frankfurt-Cronberger-Künstler-Bundes)の展覧会にも出展した。
1917年に46歳で亡くなった。

## 作品

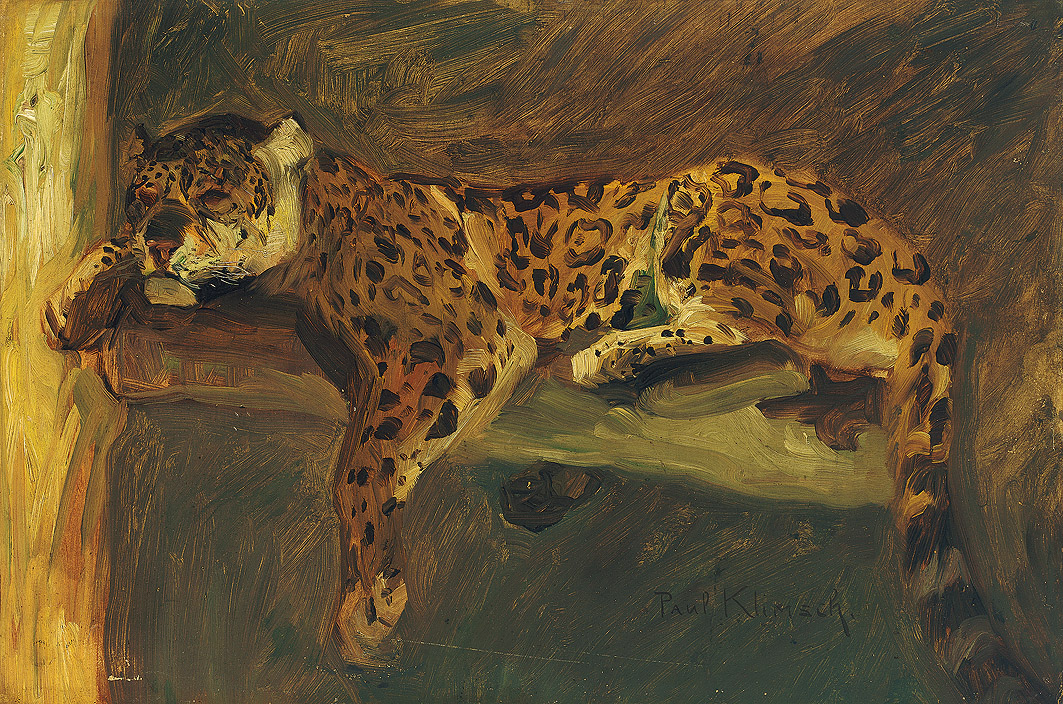
眠るジャガー
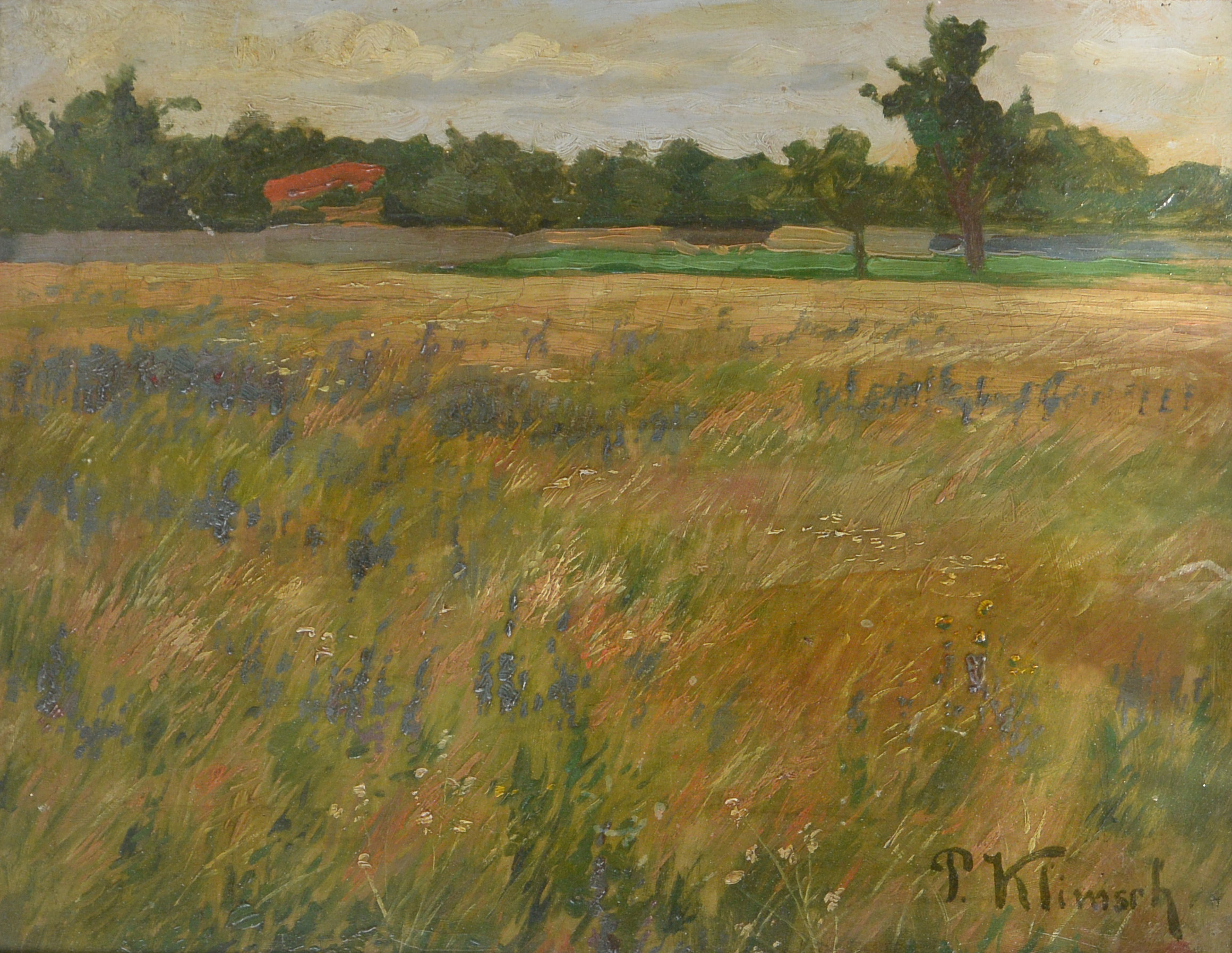
タウヌスの牧草地
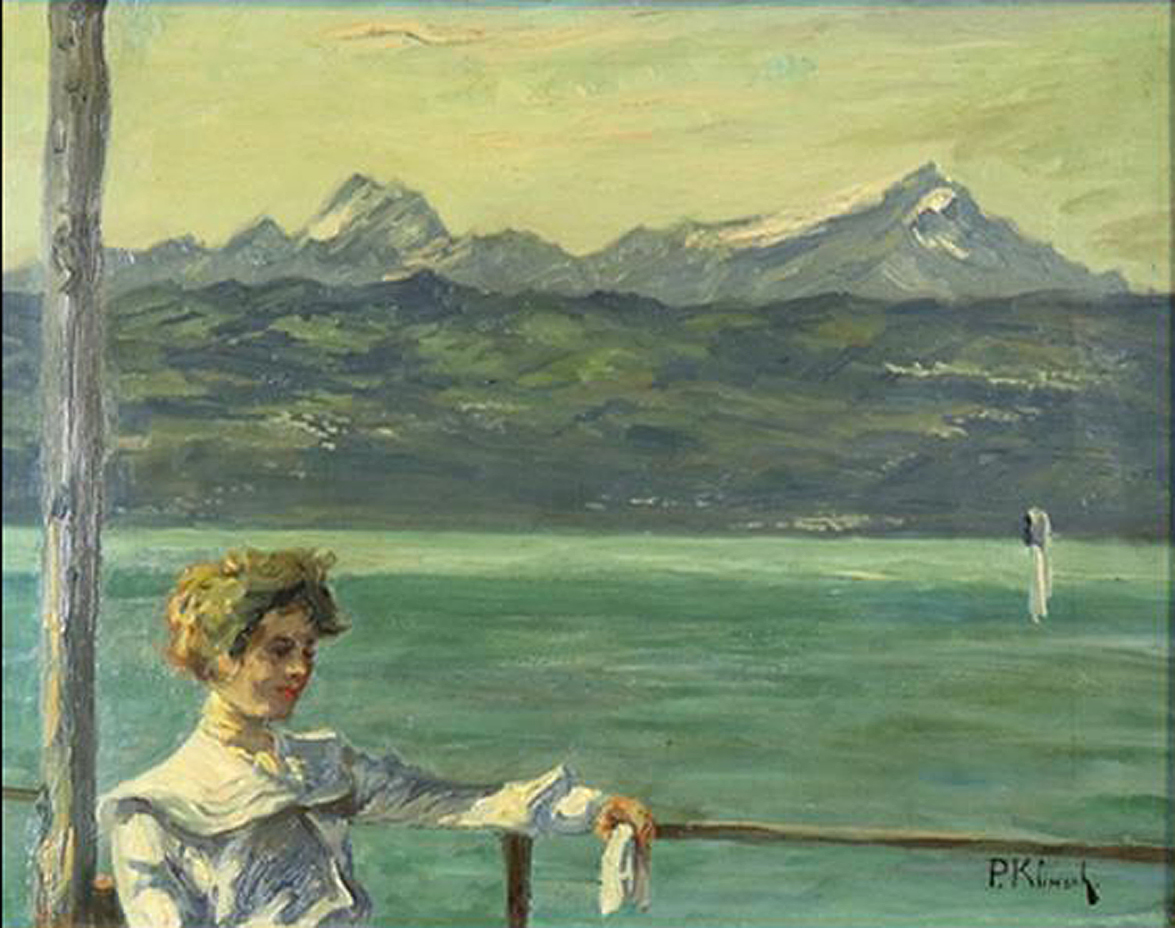
ボーデン湖